# Juan Carlos Ruiz
Juan Carlos Ruiz Silva (14 agosto 1968) è un ex calciatore boliviano, di ruolo difensore.

## Caratteristiche tecniche
Giocava come difensore laterale. Iniziò in posizioni più avanzate per poi spostarsi in difesa nel prosieguo della carriera.

## Carriera

### Club
Ruiz debuttò in massima serie boliviana nel corso della stagione 1989 con il Lítoral di Cochabamba. Una volta che la squadra retrocesse, giocò in Copa Simón Bolívar, tornando in prima divisione nel campionato 1992. Nel 1993 passò al Bolívar di La Paz, campione in carica. L'anno seguente vinse il torneo, ripetendosi nel 1996. L'ultima sua annata al Bolívar fu quella del 1997; ancora una volta, Ruiz vinse il campionato nazionale boliviano con il club dalla maglia celeste. Nel campionato 1998 Silva fu integrato nella rosa del The Strongest, altra compagine della capitale; vi rimase fino al 2001.

### Nazionale
Nel 1995 venne incluso nella lista per la Copa América. In tale competizione esordì il 16 luglio a Montevideo contro l'Uruguay, subentrando al 56º minuto a Carlos Borja; venne anche ammonito. Quella gara rimase la sua unica nella manifestazione. In precedenza aveva giocato un'amichevole non ufficiale con il Venezuela il 3 aprile 1995 a Sucre. Il 4 febbraio 1996 giocò la sua ultima partita in Nazionale, a Cochabamba con il Cile, sostituendo Ramiro Castillo.

## Palmarès

### Club

#### Competizioni nazionali
- Campionato boliviano: 3

Bolívar: 1994, 1996, 1997